# Progomphus montanus
Progomphus montanus är en trollsländeart som beskrevs av Jean Belle 1973. Progomphus montanus ingår i släktet Progomphus och familjen flodtrollsländor. Inga underarter finns listade i Catalogue of Life.